# Malente
Malente er en kommune med lidt over 10.000 indbyggere[kilde mangler] i det nordlige Tyskland i Amt Lensahn i Kreis Østholsten. Kreis Østholsten ligger i den østlige del af delstaten Slesvig-Holsten. Storkommunen Malente består af 12 landsbyer med et vist selvstyre.
Malente opstod som landsby omkring år 1150, da den saksiske hertug Henrik Løve grundlagde bispedømmet Oldenburg i Holsten. I 1905 blev der grundlagt et sanatorium med kurhus i området. Det slesvig-holstenske fodboldforbunds sportsskole, hvor det tyske nationalhold træner før verdensmesterskab, ligger også i kommunen.
Malente er også kendt som hjemsted for den fiktive person "Lolle" i fjernsynsserien Berlin, Berlin.